# Djurgårdens IF Fotboll 1949/1950
Djurgårdens IF Fotboll, spelade 1949/1950 i Allsvenskan. Med ett hemmapubliksnitt på 21535 blev Hans Jeppson lagets bäste målskytt med 18 mål och på andra plats kom Hans Andersson med 5 mål.